# Acanthopulvinaria discoidalis
Acanthopulvinaria discoidalis (лат.) — вид полужесткокрылых насекомых-кокцид рода Acanthopulvinaria из семейства ложнощитовки (Coccidae).

## Распространение
Африка: Египет (Suez Road, at the 7th Tower). Азия: Израиль.

## Описание
Основная окраска тёмно-коричневая.
Питаются соками таких амарантовых растений, как саксаул Haloxylon schweinfurthii, Haloxylon articulatum, Anabasis articulata, Haloxylon (Amaranthaceae).
Вид был впервые описан в 1923 году энтомологом У. Дж. Холлом (Hall, W. J.) как Pulvinaria discoidalis.
Таксон Acanthopulvinaria discoidalis выделен в отдельный род Acanthopulvinaria Borchsenius, 1952 вместе с видом Acanthopulvinaria orientalis Nasonov, 1908.